# REEM
REEM é uma série de robôs humanóides criada pela PAL Robotics na Espanha. Todos os robôs da série têm altura e peso similares a um ser humano, com 22 a 44 graus de liberdade e uma base móvel com rodas ou pernas, permitindo-lhe mover-se numa velocidade máxima de 4 km/hora. A parte superior do robô consiste de um tronco com uma tela sensível ao toque, dois braços motorizados e uma cabeça também motorizada.
REEM-A e REEM-B foram o primeiro e a segundo protótipos de robôs humanóides criados pela PAL Robotics. REEM-B pode reconhecer, compreender e levantar objetos e andar por si só, evitando os obstáculos através de SLAM. Os robôs aceitam comandos de voz e podem reconhecer rostos. A versão REEM-C , lançada em 2013, foi a primeira versão disponível comercialmente.

## Especificações
| Modelo                          | REEM-A (2006)             | REEM-B (2008)                            | REEM (2010)                       | REEM-C (2013)                        |
| Peso                            | 49 kg                     | 64 kg                                    | 90 kg                             | 80 kg                                |
| Altura                          | 1,4 m                     | 1,47 m                                   | 1,70 m                            | 1,65 m                               |
| Tipo de locomoção               | curta                     | curta                                    | rodas                             | curta                                |
| Velocidade                      | 1,5 km/h                  | 1,5 km/h                                 | 4 km/h                            | 1,4 km/h                             |
| Tempo de funcionamento contínuo | 90 minutos                | 120 minutos                              | 8 horas                           | 180 (a pé) - 360 (em espera) minutos |
| Graus de Liberdade              | 30                        | 41                                       | 22                                | 44                                   |
| Carga dos braços                | 2 kg                      | 12 kg                                    | 1 kg por braço + 30 kg nas costas | 10 kg                                |
| CPU                             | Intel Pentium M (1.6 GHz) | Intel Core Duo (1.66 GHz) Geode(500 MHz) | Intel Core 2 Duo + ATOM           | Intel Core i7 2710QE x 2             |